# Lisa Makas
Lisa Makas (Mödling, Austria; 11 de mayo de 1992) es una futbolista austríaca. Juega como delantera para la selección de Austria y para el MSV Duisburgo de la Bundesliga de Alemania.

## Clubes
| Club                     | País     | Año             |
| ------------------------ | -------- | --------------- |
| SKV Altenmarkt           | Austria  | 2006 - 2011     |
| FSK St. Pölten-Spratzern | Austria  | 2011 - 2015     |
| SC Friburgo              | Alemania | 2015 - 2016     |
| MSV Duisburgo            | Alemania | 2016 - presente |

## Títulos

### Campeonatos nacionales
| Título         | Club                     | País    | Temporada   |
| -------------- | ------------------------ | ------- | ----------- |
| ÖFB-Frauenliga | FSK St. Pölten-Spratzern | Austria | 2014 - 2015 |
| ÖFB Ladies Cup | FSK St. Pölten-Spratzern | Austria | 2012 - 2013 |
| ÖFB Ladies Cup | FSK St. Pölten-Spratzern | Austria | 2013 - 2014 |
| ÖFB Ladies Cup | FSK St. Pölten-Spratzern | Austria | 2014 - 2015 |